# FM 가가와

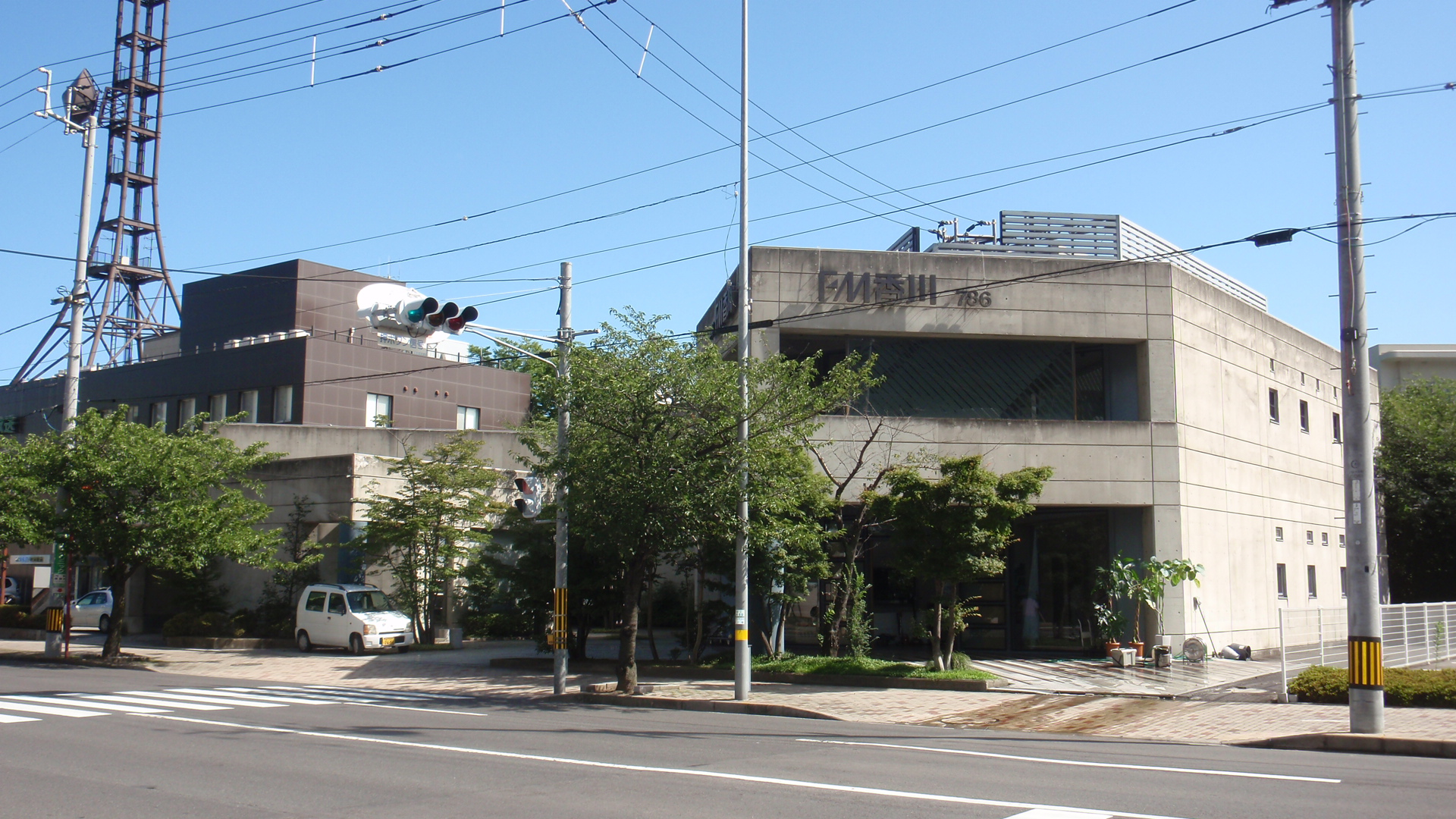
FM 가가와

FM가가와일본어: エフエム香川)는 일본의 FM라디오 방송국으로 1988년 4월 1일 개국했으며 가가와현에서 방송을 실시하고 있다.
JFN에 가맹했으며 애칭은 FM가가와(FM香川), 콜사인은 JOYU-FM이다.

## 개요
- 지방 라디오 방송국에서는 드물게 일요일 심야까지 방송을 실시하고 있다.
- 오카야마현에도 애청자가 많다.

## 연혁
- 1988년 4월 1일 - 개국.
- 1996년 4월 1일 - FM 문자다중방송 시작.
- 2014년 3월 31일 - FM 문자다중방송 종료.

## 주파수
- 가가와 방송국:78.6MHz(출력:1kW)

## 오카야마현·가가와현에 있는 다른 텔레비전·라디오 방송국
- NHK 오카야마 방송국
- NHK 다카마쓰 방송국
- 니시닛폰 방송(RNC)(TV는 니혼 TV 계열, 라디오는 JRN・NRN 계열로 라디오는 가가와현만 방송구역)
- 산요 방송(RSK)(TV는 도쿄 방송 계열, 라디오는 JRN・NRN 계열로 라디오는 오카야마현만 방송구역)
- 세토나이카이 방송(KSB)(TV 아사히 계열)
- 오카야마 방송(OHK)(후지 TV 계열)
- TV 세토우치(TSC)(TV 도쿄 계열)
- 오카야마 FM방송(JFN 계열, 오카야마현만 방송구역)